# Бибракта
Бибракта (Бибракте) (Bibracte, греч. Βίβρακτα, Βίβραξ) — город и культовый центр галлов (кон. 1-го тыс. до н. э. — IV в. н. э.), ныне городище Мон-Бевре у города Отен (Франция). Бибракта сыграла важную роль во время римского завоевания: именно в Бибракте в 58 г. до н. э. собрался совет галлов, чтобы просить Цезаря вмешаться в действия Ариовиста, и, когда в 52 г. до н. э. эдуи примкнули к Верцингеторигу, в Бибракте также собрался совет всей Галлии, избрав предводителя арвернов главнокомандующим.
После взятия Алезии Гай Юлий Цезарь обосновался в Бибракте, избрав его в качестве удобной базы, он обеспечивал полководцу удобный подход к речным путям Роны и Соны и к долине Луары.
Это — один из известнейших оппидумов Галлии, был главным политическим и значительным торгово-ремесленным центром кельтского племени эдуев. Имел площадь около 135 гектаров и находился на плато холма Бовре (Бёвре), который был связан с долиной реки Луары и бассейном Сены. Холм Бовре (822 м над уровнем моря), получивший свое название от несохранившейся цитадели, — один из самых высоких в гряде Морван, он образует мощный бастион, полностью изолированный от других возвышенностей. Холм находится в стороне от проезжих дорог, является довольно труднодоступным, высота и открытость всем ветрам делают его крайне малопригодным для повседневной жизни. В силу этого выдвигались возражения против того, чтобы определять местонахождение Бибракте на холме Бовре.
Оппидум, очень большой, занимал не только верхнюю террасу, постройки располагались и на склонах; непрерывная стена, повторяющая все изгибы холма, вилась прямо по склону, протянувшись, в соответствии с уровнем рельефа, более чем на пять километров. Внутри выделялись несколько разделённых улицами кварталов, несмотря на отсутствие чёткой геометрической планировки. Подъездная дорога к нему подходила с северо-востока. При раскопках были найдены многочисленные основания домов как галльских, так и римского периода. Вода к мастерским подавалась из южной части города по каналам, имевшим глубину в 5 метров. Дома строились из дерева и камня, покрывались соломой или, реже, черепицей.
Один из кварталов занимал рынок, игравший важную роль в жизни города. Рядом с ярмаркой находилось святилище кельтов.
В конце I века до нашей эры население было выселено римлянами в Августодунум (Отен), но город оставался центром культа местной богини до IV века, и городская ярмарка, по-видимому, тоже продолжала функционировать — она была хорошо известна в Средние века, а торговые сделки на этом месте продолжали заключать вплоть до XX в.
В оппидуме хранили собранный урожай — такой вывод делается на основании того, что Цезарь, пожелавший пополнить свои запасы продовольствия, направился в Бибракте. Раскопки открыли место, где совершались торговые сделки, — своего рода форум, где было найдено большое количество монет, выпущенных разными народами Галлии. Во время раскопок рыночной площади были обнаружены 1579 монет, из которых 430 были стёршимися и незаконченными, 1006 — галльскими, 27 — греческими, 114 — римскими, 1 — кельтиберская и 1 мавританская. Археологические раскопки на территории оппидума продолжаются по настоящее время, а недалеко от места раскопок находится музей кельтской цивилизации.
В 58 году до н. э. около Бибракты состоялось сражение между племенем гельветов и шестью римскими легионами под командованием Гая Юлия Цезаря, получившее в историографии название Битва при Бибракте.